# Jean Paulin
Jean Paulin (3 maggio 1986) è un allenatore di calcio ed ex calciatore haitiano, tecnico del Don Bosco.

## Carriera

### Nazionale
Debutta in Nazionale il 29 gennaio 2008, giocando da titolare l'amichevole Haiti-El Salvador (0-0). Partecipa, con la maglia della Nazionale, alla Gold Cup 2009. Ha collezionato in totale, con la maglia della Nazionale, 5 presenze.

## Statistiche

### Cronologia presenze e reti in Nazionale
| Cronologia completa delle presenze e delle reti in nazionale ― Haiti | Cronologia completa delle presenze e delle reti in nazionale ― Haiti | Cronologia completa delle presenze e delle reti in nazionale ― Haiti | Cronologia completa delle presenze e delle reti in nazionale ― Haiti | Cronologia completa delle presenze e delle reti in nazionale ― Haiti | Cronologia completa delle presenze e delle reti in nazionale ― Haiti | Cronologia completa delle presenze e delle reti in nazionale ― Haiti | Cronologia completa delle presenze e delle reti in nazionale ― Haiti |
| Data                                                                 | Città                                                                | In casa                                                              | Risultato                                                            | Ospiti                                                               | Competizione                                                         | Reti                                                                 | Note                                                                 |
| -------------------------------------------------------------------- | -------------------------------------------------------------------- | -------------------------------------------------------------------- | -------------------------------------------------------------------- | -------------------------------------------------------------------- | -------------------------------------------------------------------- | -------------------------------------------------------------------- | -------------------------------------------------------------------- |
| 29-1-2008                                                            | Saint-Marc                                                           | Haiti                                                                | 0 – 0                                                                | El Salvador                                                          | Amichevole                                                           | -                                                                    |                                                                      |
| 23-6-2009                                                            | Saint-Marc                                                           | Haiti                                                                | 0 – 0                                                                | Martinica                                                            | Amichevole                                                           | -                                                                    |                                                                      |
| 24-3-2010                                                            | Fort-de-France                                                       | Martinica                                                            | 0 – 0                                                                | Haiti                                                                | Amichevole                                                           | -                                                                    |                                                                      |
| 5-5-2010                                                             | Cutral Có                                                            | Argentina                                                            | 4 – 0                                                                | Haiti                                                                | Amichevole                                                           | -                                                                    |                                                                      |
| 16-9-2012                                                            | Caienna                                                              | Guyana francese                                                      | 1 – 2                                                                | Haiti                                                                | Amichevole                                                           | -                                                                    |                                                                      |
| Totale                                                               |                                                                      | Presenze                                                             | 5                                                                    |                                                                      | Reti                                                                 | 0                                                                    |                                                                      |